# Since I've Been Loving You
Since I've Been Loving You è un brano musicale dei Led Zeppelin pubblicato nell'album Led Zeppelin III del 1970.

## Registrazione
Fu una delle prime canzoni preparate per l'album Led Zeppelin III. John Paul Jones ha usato un organo Hammond, mentre con i piedi suonava un basso a pedali. Si tratta di una traccia molto suonata nei live e, come riferito dai Led Zeppelin, la più difficile da registrare. Nel brano è possibile sentire il pedale della grancassa di Bonham che scricchiola. Page, in un'intervista, ha detto che ogni volta che ascoltava quella canzone, sentiva sempre più forte quel rumore fastidioso.

## Testo
Sono presenti temi ricorrenti nella musica blues come il lavoro massacrante, l'amore per una donna che "fa perdere la testa", e il tradimento, rappresentato come il suono di una porta che si apre e contemporaneamente un'altra che si chiude (I open my front door, hear my back door slam, you must have one of them new fangled, new fangled backdoor man: "Apro la porta di casa mia, sento sbattere la porta sul retro, devi esserti trovata uno di quei fighetti che ti chiava"). La canzone mantiene, seppur con qualche modifica, la struttura tipica e piangente del blues. Si possono notare molti tòpoi ricorrenti sia in molte canzoni blues tradizionali sia in altre canzoni del gruppo, come la delusione amorosa, le lacrime e le immancabili allusioni sessuali ("Backdoor man" infatti, nel gergo dei musicisti blues, è un riferimento al sesso spesso extraconiugale e per esteso indica un uomo con il quale si ha una relazione meramente sessuale).

## Formazione
- Robert Plant - Voce
- Jimmy Page - Chitarra
- John Bonham - Batteria
- John Paul Jones - Organo Hammond (basso suonato coi pedali)